# Exoristinae
Exoristinae es una subfamilia de dípteros braquíceros perteneciente a la familia Tachinidae.
Es la subfamilia más numerosa de Tachinidae, con más de la mitad de las especies. Tiene una distribución mundial. Algunas especies se usan como controles biológicos. Istocheta aldrichi fue introducida en Norteamérica para combatir al escarabajo japonés.

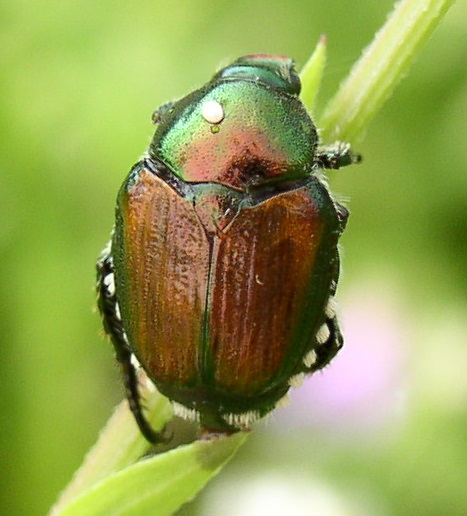
Huevo de Istocheta aldrichi en escarabajo japonés

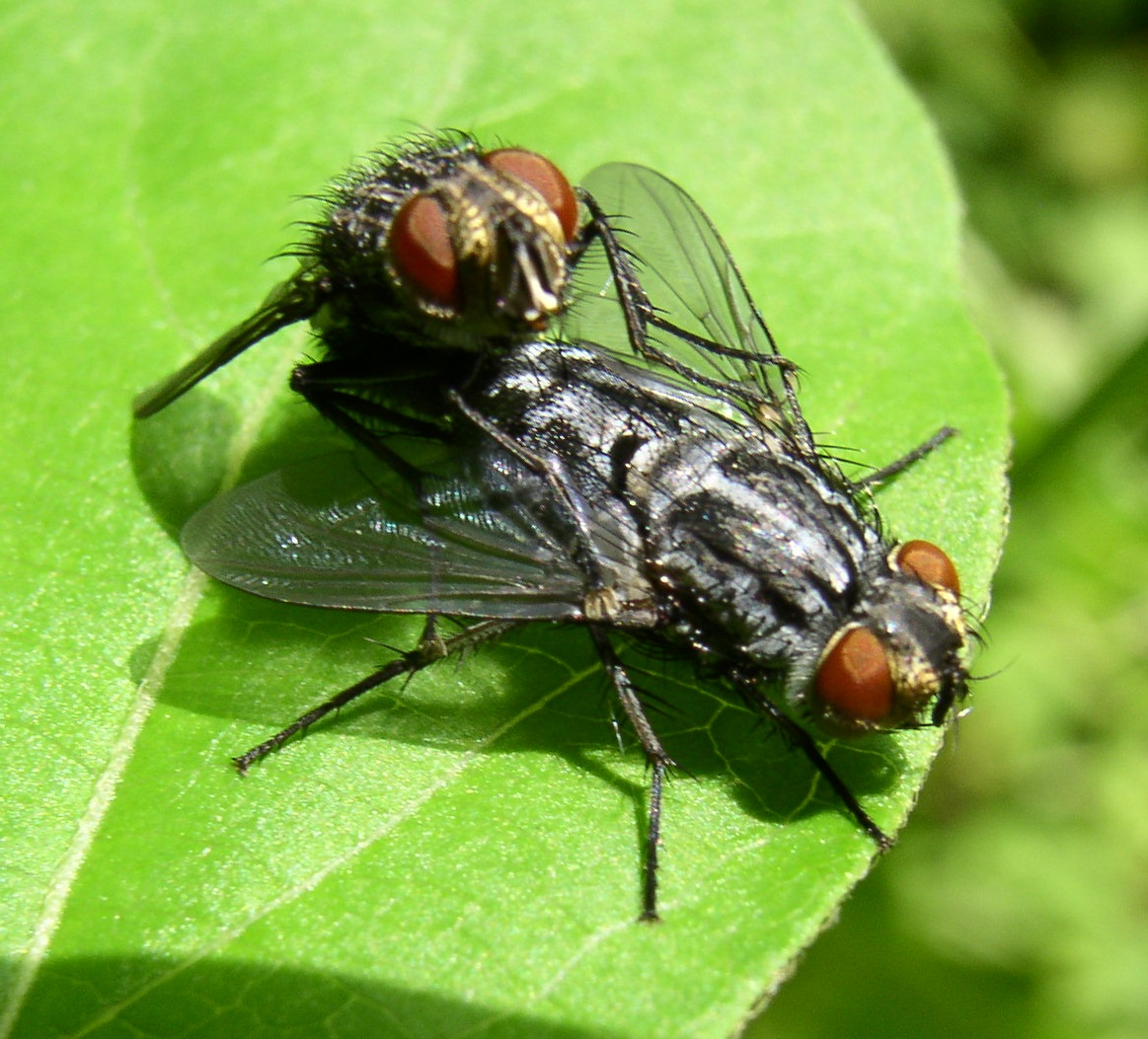
Moscas de la tribu Goniini apareándose

## Tribus y géneros
Lista incompleta:
- Tribu Anacamptomyiini[1]
  - Anacamptomyia Bischof, 1904
  - Koralliomyia Mesnil, 1950[1]
- Tribu Blondeliini
  - Admontia Brauer & Bergenstamm, 1889
  - Afrolixa Curran, 1939[2][3]
  - Angustia Sellers, 1943[4]
  - Anisia Wulp, 1890[4]
  - Anoxynops Townsend, 1927[4]
  - Belida Robineau-Desvoidy, 1863
  - Biomeigenia Mesnil, 1961[1]
  - Blondelia Robineau-Desvoidy, 1830
  - Calodexia van der Wulp
  - Calolydella Townsend, 1927[4]
  - Celatoria Coquillett, 1890[4]
  - Chaetonodexodes Townsend, 1916[4]
  - Chaetostigmoptera Townsend, 1916[4]
  - Compsilura Bouché, 1834
  - Compsiluroides Mesnil, 1953[1]
  - Cryptomeigenia Brauer & von Bergenstamm, 1891[4]
  - Dolichocoxys Townsend, 1927[1]
  - Dolichotarsina Mesnil, 1977[5][3]
  - Dolichotarsus Brooks, 1945[4]
  - Drinomyia Mesnil, 1962[1]
  - Enrogalia Reinhard, 1964[4]
  - Eophyllophila Townsend, 1926[6]
  - Eribella Mesnil, 1960[4]
  - Erynniola Mesnil, 1977[7][3]
  - Erynniopsis Townsend, 1926[4]
  - Eucelatoria Townsend, 1909[4]
  - Euhalidaya Walton, 1914[4]
  - Euthelyconychia Townsend, 1927[4]
  - Gastrolepta Róndani, 1862
  - Hemimacquartia Brauer & Bergenstamm, 1893
  - Hygiella Mesnil, 1957[6]
  - Istocheta Róndani, 1859[1]
  - Leiophora Robineau-Desvoidy, 1863
  - Ligeria Robineau-Desvoidy, 1863
  - Ligeriella Mesnil, 1961
  - Lixophaga Townsend, 1908
  - Medina Robineau-Desvoidy, 1830
  - Medinospila Mesnil, 1977[5][3]
  - Meigenia Robineau-Desvoidy, 1830
  - Meigenielloides Townsend, 1919[4]
  - Miamimyia Townsend, 1916[4]
  - Myiopharus Brauer & von Bergenstamm, 1889[4]
  - Opsomeigenia Townsend, 1919[1]
  - Oswaldia Robineau-Desvoidy, 1863
  - Oxynops Townsend, 1912[4]
  - Paracraspedothrix Villeneuve, 1919
  - Paratrixa Brauer & Bergenstamm, 1891[1]
  - Phasmophaga Townsend, 1909[4]
  - Phyllophilopsis Townsend, 1915[4]
  - Phytorophaga Bezzi, 1923[1]
  - Picconia Robineau-Desvoidy, 1863[4]
  - Policheta Róndani, 1856
  - Prodegeeria Brauer & Bergenstamm, 1895[1]
  - Sphaerina Wulp, 1890[4]
  - Steleoneura Stein, 1924[1]
  - Thelairodoria Townsend, 1927[4]
  - Trigonospila Pokorny, 1886
  - Urodexia Osten Sacken, 1882
  - Uromedina Townsend, 1926[1]
  - Vibrissina Róndani, 1861
  - Zaira Robineau-Desvoidy, 1830
- Tribu Eryciini
  - Acantholespesia Wood, 1987[4]
  - Alsomyia Brauer & von Bergenstamm, 1891[1]
  - Amelibaea Mesnil, 1955[1]
  - Ametadoria Townsend, 1927[4]
  - Aplomya Robineau-Desvoidy, 1830[8]
  - Aplomyopsis Townsend, 1927[4]
  - Bactromyia Brauer & Bergenstamm, 1891[8]
  - Bactromyiella Mesnil, 1952[6]
  - Buquetia Robineau-Desvoidy, 1847[4]
  - Cadurciella Villeneuve, 1927[8]
  - Carcelia Robineau-Desvoidy, 1830[8]
  - Catagonia Brauer & von Bergenstamm, 1891[1]
  - Cestonionerva Villeneuve, 1929[1]
  - Diglossocera Wulp, 1895[6]
  - Drino Robineau-Desvoidy, 1863[8]
  - Epicampocera Macquart, 1849[8]
  - Erycesta Herting, 1967[1]
  - Erycia Robineau-Desvoidy, 1830[8]
  - Euhygia Mesnil, 1968[1]
  - Eunemorilla Townsend, 1919[4]
  - Gymnophryxe Villeneuve, 1922[4]
  - Hapalioloemus Baranov, 1934[6]
  - Heliodorus Reinhard, 1964[4]
  - Huebneria Robineau-Desvoidy, 1847[8]
  - Isosturmia Townsend, 1927,[1]
  - Lespesia Robineau-Desvoidy, 1863[4]
  - Lydella Robineau-Desvoidy, 1830[8]
  - Madremyia Townsend, 1916[4]
  - Myothyriopsis Townsend, 1919[4]
  - Nilea Robineau-Desvoidy, 1863[8]
  - Paradrino Mesnil, 1949[1]
  - Parapales Mesnil, 1950[1]
  - Periarchiclops Villeneuve, 1924[1]
  - Phebellia Robineau-Desvoidy, 1846[8]
  - Phonomyia Brauer & von Bergenstamm, 1893[1]
  - Phryxe Robineau-Desvoidy, 1830[8]
  - Prooppia Townsend, 1926[4]
  - Pseudoperichaeta Brauer & Bergenstamm, 1889[8]
  - Rhinaplomyia Mesnil, 1955[1]
  - Rhinomyodes Townsend, 1933[1]
  - Senometopia Macquart, 1834[8]
  - Setalunula Chao & Yang, 1990[1]
  - Siphosturmia Coquillett, 1897[4]
  - Sisyropa Brauer & Bergenstamm, 1889[4]
  - Sturmiopsis Townsend, 1916[1]
  - Thecocarcelia Townsend, 1933[8]
  - Thelyconychia Brauer & von Bergenstamm, 1889[1]
  - Thelymyia Brauer & von Bergenstamm, 1891[1]
  - Tlephusa Robineau-Desvoidy, 1863[8]
  - Townsendiellomyia Baranov, 1932[8]
  - Tryphera Meigen, 1838[4]
  - Tsugaea Hall, 1939[4]
  - Weingaertneriella Baranov, 1932[1]
  - Xylotachina Brauer & von Bergenstamm, 1891[1][8]
  - Zizyphomyia Townsend, 1916[4]
- Tribu Exoristini
  - Atylomyia Brauer, 1898[1]
  - Austrophorocera Townsend, 1916[4]
  - Bessa Robineau-Desvoidy, 1863[4][8]
  - Calliethilla Shima, 1979[1]
  - Chaetexorista Brauer & Bergenstamm, 1895[4]
  - Chetogena Róndani, 1856[4][8]
  - Diplostichus Brauer & Bergenstamm, 1889[8]
  - Ethilla Robineau-Desvoidy, 1863[1]
  - Exorista Meigen, 1803[4][8]
  - Gueriniopsis Reinhard, 1943[4]
  - Gynandromyia Bezzi, 1923[1]
  - Parasetigena Brauer & Bergenstamm, 1891[4][8]
  - Paratryphera Brauer & von Bergenstamm, 1891[1][6]
  - Phorcidella Mesnil, 1946[1]
  - Phorocera Robineau-Desvoidy, 1830[8]
  - Phorocerosoma Townsend, 1927[1][6]
  - Tachinomyia Townsend, 1892[4]
- Tribu Goniini
  - Allophorocera Hendel, 1901[1][4]
  - Aneogmena Brauer & von Bergenstamm, 1891[1][6]
  - Arama Richter, 1972[1]
  - Argyrophylax Brauer & von Bergenstamm, 1889[1][4][6]
  - Asseclamyia Reinhard, 1956[4]
  - Atacta Schiner, 1868[4]
  - Atactopsis Townsend, 1917[4]
  - Atractocerops Townsend, 1916[1]
  - Baumhaueria Meigen, 1838[1]
  - Belvosia Robineau-Desvoidy, 1830[4]
  - Blepharella Macquart, 1851[1][6]
  - Blepharipa Róndani, 1856[1][4][8]
  - Bothria Róndani, 1856[1]
  - Brachicheta Róndani, 1861[8]
  - Cadurcia Villeneuve, 1926[6]
  - Calozenillia Townsend, 1927[1]
  - Carceliella Baranov, 1934[1]
  - Ceratochaetops Mesnil, 1954[4]
  - Ceromasia Róndani, 1856[1][4]
  - Chaetocrania Townsend, 1915[4]
  - Chaetogaedia Brauer & von Bergenstamm, 1891[4]
  - Chaetoglossa Townsend, 1892[4]
  - Chrysoexorista Townsend, 1915[4]
  - Clemelis Robineau-Desvoidy, 1863[1][8]
  - Crosskeya Shima & Chao, 1988[1]
  - Cyzenis Robineau-Desvoidy, 1863[4][8]
  - Distichona Wulp, 1890[4]
  - Dolichocolon Brauer & von Bergenstamm, 1889[1][6]
  - Eleodiphaga Walton, 1918[4]
  - Elodia Robineau-Desvoidy, 1863[1][6][8]
  - Erycilla Mesnil, 1957[8]
  - Erynnia Robineau-Desvoidy, 1830[1][4][8]
  - Erythrocera Robineau-Desvoidy, 1849[1]
  - Euceromasia Townsend, 1912[4]
  - Eucnephalia Townsend, 1892[4]
  - Euexorista Townsend, 1912[4]
  - Eumea Robineau-Desvoidy, 1863[1][4][8]
  - Eumeella Mesnil, 1939[1]
  - Eurysthaea Robineau-Desvoidy, 1863[1][6][8]
  - Frontina Meigen, 1838[1][6][8]
  - Frontiniella Townsend, 1918[4]
  - Gaediopsis Brauer & von Bergenstamm, 1891[4]
  - Gonia Meigen, 1803[1][4][6][8]
  - Goniophthalmus Villeneuve, 1910[1][6]
  - Hebia Robineau-Desvoidy, 1830[8]
  - Hesperomyia Brauer & von Bergenstamm, 1889[4]
  - Houghia Coquillett, 1897[4]
  - Hypertrophomma Townsend, 1915[4]
  - Hyphantrophaga Townsend, 1892[4]
  - Isochaetina Mesnil, 1950[6]
  - Kuwanimyia Townsend, 1916[1]
  - Leschenaultia Robineau-Desvoidy, 1830[4]
  - Masistylum Brauer & von Bergenstamm, 1893[4]
  - Mystacella Wulp, 1890[4]
  - Myxexoristops Townsend, 1911[1][4][8]
  - Nealsomyia Mesnil, 1939[1][6]
  - Ocytata Gistel, 1848[8]
  - Onychogonia Brauer & von Bergenstamm, 1889[1][4]
  - Oraphasmophaga Reinhard, 1958[4]
  - Otomasicera Townsend, 1912[4]
  - Pales Meigen, 1800[1][6][8]
  - Palesisa Villeneuve, 1929[1]
  - Paraphasmophaga Townsend, 1915[4]
  - Paravibrissina Shima, 1979[1]
  - Patelloa Townsend, 1916[4]
  - Pexopsis Brauer & von Bergenstamm, 1889[1]
  - Phryno Robineau-Desvoidy, 1830[1][8]
  - Platymya Robineau-Desvoidy, 1830[1][4][8]
  - Polygasropteryx Mesnil, 1953[6]
  - Prosopea Róndani, 1861[1]
  - Prosopodopsis Townsend, 1926[1][6]
  - Prospherysa Wulp, 1890[4]
  - Pseudalsomyia Mesnil, 1968[1]
  - Pseudochaeta Coquillett, 1895[4]
  - Pseudogonia Brauer & von Bergenstamm, 1889[1]
  - Pujolina Mesnil, 1968[1]
  - Scaphimyia Mesnil, 1955[1]
  - Simoma Aldrich, 1926[1][6]
  - Spallanzania Robineau-Desvoidy, 1830[1][4][6]
  - Sturmia Robineau-Desvoidy, 1830[1][6]
  - Suensonomyia Mesnil, 1953[1][6]
  - Takanomyia Mesnil, 1957[1][6]
  - Thelairodrino Mesnil, 1954[6]
  - Thelymorpha Brauer & Bergenstamm, 1889[1][8]
  - Torosomyia Reinhard, 1935[4]
  - Tritaxys Macquart, 1847[1]
  - Trixomorpha Brauer & von Bergenstamm, 1889[1][6]
  - Zenillia Robineau-Desvoidy, 1830[1][6][8]
- Tribu Masiphyini
  - Masiphya Brauer & von Bergenstamm, 1891[4]
  - Mystacomyia Giglio-Tos, 1893[4]
- Tribu Winthemiini
  - Chesippus Reinhard, 1967[4]
  - Crypsina Brauer & von Bergenstamm, 1889[1]
  - Diotrephes Reinhard, 1964[4]
  - Hemisturmia Townsend, 1927[4]
  - Nemorilla Róndani, 1856[1][6]
  - Orasturmia Reinhard, 1947[4]
  - Rhaphiochaeta Brauer & Bergenstamm, 1889
  - Smidtia Robineau-Desvoidy, 1830[1][6]
  - Winthemia Robineau-Desvoidy, 1830[1][6]